# Кейт Летем
Кейт Летем (англ. Kate Latham, нар. 25 жовтня 1952) — колишня американська професійна тенісистка. Виступала в турнірах Великого шолома з 1973 до 1984 року.
Найвищу одиночну позицію світового рейтингу — 42 місце досягнула 17 січня 1983 року.